# Паркс, Майк
Майкл Джо́нсон Паркс (англ. Michael Johnson Parkes; 24 сентября 1931 — 28 августа 1977) — британский автогонщик и инженер. На протяжении семи лет принял участие в семи Гран-при Формулы-1, дважды финишировав на подиуме и ещё один раз — на пятом месте. Несомненно более одаренный в инженерном, нежели в гоночном смысле, Майк множество раз получал предложения оставить гонки ради более плотного участия в разработке автомобилей. Несмотря на это, отказаться от выступлений в гонках он был не в силах, и сделал это лишь из-за тяжёлых травм ног, полученных в аварии в Спа в 1967 году. Потеряв возможность участвовать лично, Паркс занялся работой в инженерном департаменте в Феррари. В 1977 году погиб в дорожной аварии — его автомобиль столкнулся с грузовиком.

## Биография

### Начало карьеры
Майк Паркс родился в Ричмонде, Суррей, и с детства был вовлечен в мир автогонок. Его отец, военный летчик, после Второй мировой войны уволился из ВВС и стал управляющим компании «Alvis car company». Благодаря связям отца Майк смог устроиться на работу в Rootes Group, где он проработает вплоть до начала серьёзной гоночной карьеры в 1962. Пока же гоночные выступления начались с клубных гонок за рулем Lotus, MG и Frazer-Nash. Практически сразу его успехи привлекли внимание Колина Чепмена, который предложил молодому спортсмену место резервного гонщика команды Lotus в Ле-Мане.
Вскоре Паркс оказался вовлечен в проект Девида Фрая по построению машины Формулы-2, где он занял место, изначально предложенное Стюарту Льюису-Эвансу. Несмотря на некоторые успехи, завоеванные за рулем полученного автомобиля в гонках свободной формулы, особой скоростью аппарат не блистал — так что скоропалительная попытка в 1959 принять участие в Гран-при Великобритании окончилась закономерно непройденной квалификацией.
Интересно, что в это же время Паркс был занят конструированием ещё одного автомобиля — и тоже вместе с человеком по фамилии Фрай. Работая в Rootes, вместе с Тимом Фраем он являлся ведущим разработчиком автомобиля экономкласса Hillman Imp. Несмотря на ряд удачных технических решений, продажи Imp не шли ни в какое сравнение с основным конкурентом — BMC Mini, что вне всякого сомнения внесло свой вклад в последовавшее падение компании Rootes. Тем не менее, в спортивном плане автомобиль был весьма интересен, а в рамках чемпионата BTCC в классе автомобилей с двигателем менее литра Imp и вовсе оставил Мини далеко позади. Интересно, что автор Мини — сэр Алек Иссигонис — до конструирования принимал участие и в вышеупомянутом проекте машины Fry Формулы-2, работая в компании отца Майка, Alvis, после чего перешёл в BMC.

### Гонки спортивных автомобилей (1960—1967)
Участвовать в гонках спортивных автомобилей Паркс начал с 1960 года, постепенно улучшая результаты. Действительный успех пришёл к нему в 24 часах Ле-Мана 1961 года, где в команде с Вилли Мэрессом он завоевал прекрасное второе место. Успешными были также выступления в GT и в гонках Формулы-Юниор. В 1962 году он впервые принял участие в гонке Формулы-1 на соответствующем автомобиле — в незачетной гонке в Мэллори-парке, и сразу же финишировал на высоком четвёртом месте. Позже он занял второе место в 1000 километрах Нюрбургринга 1962 года.
Все эти успехи, большей частью завоеванные за рулем Феррари, не могли не привлечь к Парксу внимание Коммендаторе, который пригласил его на должность резервного гонщика и инженера по развитию. Все это не помешало Майку продолжить выигрывать соревнования — в частности, он выиграл «12 часов Себринга», «500 км Спа» в 1964, а в 1965 ему покорились «1000 км Монцы». В 1966 году он победил в тысячекилометровых соревнованиях в Монце и в Спа. В 1967 он занял вторые места в гонках спорткаров в Дайтоне, Монце и Ле-Мане.

### «Феррари» (1966-67)
В середине 1966 года из формульной команды Феррари неожиданно ушёл чемпион Джон Сертиз, и Паркс был оперативно вызван на его замену. Несмотря на необходимость постройки особого шасси (Паркс был высокого роста — 193 см), первое же Гран-при он начал третьим а закончил вторым, а ближе к концу сезона повторил свой финиш в Монце, стартовав с поул-позиции. В двух других Гран-при сезона — в Голландии и Германии — финишировать ему не удалось. Одновременно с этим продолжались участия в гонках спорткаров. В следующем сезоне он разгромил всех соперников в кубке BRDC в Сильверстоуне, но особого участия в чемпионате Формулы-1 не планировалось. Однако, в гонке в Монако погиб основной гонщик команды Лоренцо Бандини, и Майк вновь занял место в боевом болиде. Память товарища вместе с Людовико Скарфиотти он почтил особым финишем в незачетной гонке в Сиракузах, где оба гонщика намеренно финишировали так плотно, что судьи так и не смогли выяснить, кто победил, и присудили победу сразу двоим пилотам. Однако, возобновленная формульная карьера продлилась недолго. В Голландии Майк смог финишировать лишь в очках, а в Спа на первом круге он поскользнулся на луже масла, оставленной автомобилем Джеки Стюарта, и попал в тяжелейшую аварию. Полученные травмы головы, кисти и особенно — сложный перелом ноги фактически закончили для него карьеру гонщика, хотя он и участвовал впоследствии в некоторых соревнованиях.

### После Формулы-1
Восстанавливаясь после аварии, Паркс был занят административной работой в Феррари. В 1969 году он даже принял участие в 1000 километрах Парижа, хотя предыдущей формы уже не показывал. В дальнейшем он занимался частной командой Scuderia Filipinetti, выступавшей на Феррари, изредка участвуя в гонках. В частности, в Тарга Флорио 1972 года он финишировал на прекрасном пятом месте. В дальнейшем он управлял заводской командой Fiat в чемпионате ETCC, а в 1974 перешёл в Лянчу, где участвовал в разработке двигателя Dino и автомобиля Lancia Stratos. Успешная карьера его как инженера была трагически прервана в 1977 году: возвращаясь в Турин, в сильный дождь он за рулем собственного автомобиля выехал на встречную полосу и погиб, столкнувшись с грузовиком.

## Результаты выступлений в Формуле-1
| Сезон | Команда                    | Шасси             | Двигатель                  | Ш | 1   | 2   | 3     | 4        | 5        | 6        | 7     | 8   | 9   | 10  | 11  | Место | Очки |
| ----- | -------------------------- | ----------------- | -------------------------- | - | --- | --- | ----- | -------- | -------- | -------- | ----- | --- | --- | --- | --- | ----- | ---- |
| 1959  | David Fry                  | Fry               | Coventry-Climax FPF 1,5 L4 | D | МОН | 500 | НИД   | ФРА      | ВЕЛ НКВ  | ГЕР      | ПОР   | ИТА | США |     |     | —     | 0    |
| 1966  | Scuderia Ferrari SpA SEFAC | Ferrari 312 F1-66 | Ferrari 218 3,0 V12        | F | МОН | БЕЛ | ФРА 2 | ВЕЛ      | НИД Сход |          | ИТА 2 | США | МЕК |     |     | 8     | 12   |
| 1966  | Scuderia Ferrari SpA SEFAC | Ferrari 312 F1-66 | Ferrari 218 3,0 V12        | D |     |     |       |          |          | ГЕР Сход |       |     |     |     |     | 8     | 12   |
| 1967  | Scuderia Ferrari SpA SEFAC | Ferrari 312 F1-67 | Ferrari 218 3,0 V12        | F | ЮАР | МОН | НИД 5 | БЕЛ Сход | ФРА      | ВЕЛ      | ГЕР   | КАН | ИТА | США | МЕК | 16    | 2    |